# Johann Rudolf Stengel
Johann Rudolf Stengel (* 24. April 1824 in Bern; † 1. Mai 1857 ebenda) von Langnau im Emmental, war ein Schweizer Ingenieur-Topograf und Kartograf.

## Leben
Johann Rudolf Stengel lebte von 1824 bis 1857. Er war Sohn des Kerzenfabrikants Gottfried Franz Stengel und der Maria Christina, geborene Rohrbach. 1855 heiratete er Luise Stauffer, Tochter des Bäckers Jakob Friedrich Stauffer. Sie hatten zwei Kinder.
Er war Ingenieur-Topograf und Mitarbeiter Guillaume Henri Dufours. Nach dem Besuch der Industrieschule war er von 1840 bis 1842 beim Geometer Gottlieb Schumacher in Bern beschäftigt. Gleichzeitig nahm er Unterricht in Trigonometrie, Physik, Statik und Mechanik bei Friedrich Trechsel und in Geologie bei Bernhard Studer. 1843 machte Stengel Aufnahmen in Neuenburg unter Ingenieur Jean-Frédéric Osterwald und im Sommer 1844 mit dem Naturforscher Louis Agassiz im Gebiet des Unteraargletschers. Im gleichen Jahr war er an der Erstbesteigung des hintersten Gipfels der Wetterhörner, des Rosenhorns beteiligt. 1846 zeichnete er die «Carte orographique du glacier del’ Aar» im Massstab 1:10'000. Zwischen 1847 und 1854 war Stengel in Graubünden, im Tessin und im Berner Oberland als Topograf für Dufour tätig. Er galt als hervorragender Hochgebirgstopograf und beherrschte die schwierige Aufgabe der Felsdarstellung. Stengel machte 1850 Versuche, die als Vorläufer zur Reliefkartografie betrachtet werden können, darunter für einen Teil des S-charl-Tales und des Berner Oberlandes, für den Blümlisalp- und den Kandergletscher, im Massstab 1:50'000.
Mit Ernst Rudolf Mohr gab er 1850 die "Postkarte der Schweizerischen Eidgenossenschaft" in vier Blättern heraus. 1854–1855 arbeitete er an der Karte der Juragewässer. Ab 1855 war Stengel an der bernischen Kantonsvermessung unter Chefingenieur Hans Heinrich Denzler beteiligt.
Anfangs 1857 kam Stengel schwer krank aus dem Feldzug aus Basel zurück zu dem er im Dezember 1856 aufgrund des Neuenburgerhandes als Sappeur Oberleutnant  eingerückt war. Stengel starb an einer Kehlkopfkrankheit, am 1. Mai 1857 in Bern und wurde am 5 Mai begraben. Der Termin zur Liquidation der Güter wurde auf den 29. Juli 1857 angesetzt.
Laut dem Historischen Lexikon der Schweiz gilt Stengel als einer der besten Zeichner für die Geländedarstellung der Dufourkarte und laut Alfred Oberli kann Rudolf Stengel zu den besten Schweizer Topografen und Kartografen gezählt werden.

## Veröffentlichungen
- Carte orographique du glacier de l'Aar. 1846.[12]
- Karte über einen Theil des Gebietes der Juragewässer mit den vorgeschlagenen Correctionen von W.R. Kutter. 1854.[28][29]
- Plan der Stadt Bern. Um 1860.[30]
- Postkarte der schweizerischen Eidgenossenschaft. 1850.[13]

## Archive
Die Arbeit von Alfred Oberli: Johann Rudolf 1824–1857 – Ingenieur-Topograph und Mitarbeiter Dufours. 1979, enthält auf S. 34 ein weitergehendes, handschriftliches Quellenverzeichnis.
- Bern, Burgerbibliothek: Karte der Juragewässer, 1854.[42]
- Bern, Universitätsarchiv: Matrikel.[43]
- Zürich, Zentralbibliothek: Project eines verschanzten Lagers bei Bern.[44]